# Guy de Namur
Guy de Namur (n. cca. 1272 - d. 13 octombrie 1311, Pavia), din familia conților de Dampierre, a fost conte de Zeelanda și senior de Ronse.
Guy a fost fiul cel mic al lui Guy de Dampierre, conte de Flandra cu Isabela de Luxemburg.
În 1302, în contextul în care tatăl său se afla în captivitate, iar Flandra era sub ocupația trupelor franceze, Guy a fost trimis de către fratele său mai mare, Ioan I de Namur, pentru a prelua comanda rebeliunii de acolo. El a condus trupele din vestul Flandrei în Bătălia Pintenilor de Aur, dobândind mari aclamații pentru victorie. El a obținut titlul de conte de Zeelanda, invadând apoi această provincie; totuși, a trebuit să se confrunte cu noi trupe trimise din Franța, fiind înfrânt în bătălia navală de la Zierikzee, fiind luat prizonier de către contele Wilhelm al III-lea de Hainaut și de Olanda. Abandonând pretențiile asupra Zeelandei, el a plecat într-o campanie în Italia alături de vărul său, împăratul Henric al VII-lea. În Italia, el s-a căsătorit cu Margareta de Lorena, fiică a ducelui Theobald al II-lea de Lorena. El a murit la puțină vreme după aceea, fără a avea moștenitori.